# Чемпионат Уругвая по футболу 1946
Примера А Уругвая по футболу 1946 года — очередной сезон лиги. Турнир проводился по двухкруговой системе в 18 туров. Все клубы из Монтевидео. Клуб, занявший последнее место, выбыл из лиги.

## Таблица
| №  | Клуб                 | И  | В  | Н | П  | Заб | Проп | Очки |
| 1  | Насьональ            | 18 | 15 | 2 | 1  | 63  | 24   | 32   |
| 2  | Пеньяроль            | 18 | 12 | 4 | 2  | 53  | 21   | 28   |
| 3  | КА Ривер Плейт       | 18 | 10 | 1 | 7  | 28  | 21   | 21   |
| 4  | Дефенсор             | 18 | 7  | 4 | 7  | 40  | 31   | 18   |
| 5  | Сентраль             | 18 | 5  | 6 | 7  | 33  | 39   | 16   |
| 6  | Рампла Хуниорс       | 18 | 6  | 4 | 8  | 24  | 37   | 16   |
| 7  | Мирамар              | 18 | 4  | 6 | 8  | 24  | 44   | 14   |
| 8  | Ливерпуль            | 18 | 4  | 5 | 9  | 31  | 38   | 13   |
| 9  | Монтевидео Уондерерс | 18 | 5  | 3 | 10 | 27  | 43   | 13   |
| 10 | Прогресо             | 18 | 3  | 3 | 12 | 27  | 52   | 9    |

## Матчи

### Тур 1
| Насьональ — Дефенсор 5:4         |
| Мирамар Мисьонес — Ливерпуль 2:2 |
| Ривер Плейт — Уондерерс 3:1      |
| Сентраль — Пеньяроль 3:2         |
| Рампла Хуниорс — Прогресо 3:2    |

### Тур 2
| Пеньяроль — Мирамар Мисьонес 8:0 |
| Уондерерс — Дефенсор 1:1         |
| Рампла Хуниорс — Ривер Плейт 1:0 |
| Насьональ — Ливерпуль 3:1        |
| Сентраль — Прогресо 2:1          |

### Тур 3
| Сентраль — Мирамар Мисьонес 4:1 |
| Насьональ — Ривер Плейт 2:0     |
| Пеньяроль — Рампла Хуниорс 3:0  |
| Дефенсор — Прогресо 2:2         |
| Уондерерс — Ливерпуль 3:2       |

### Тур 4
| Пеньяроль — Прогресо 4:1         |
| Насьональ — Сентраль 1:1         |
| Ливерпуль — Ривер Плейт 2:1      |
| Мирамар Мисьонес — Уондерерс 2:1 |
| Рампла Хуниорс — Дефенсор 2:1    |

### Тур 5
| Насьональ — Рампла Хуниорс 7:0  |
| Ривер Плейт — Дефенсор 2:1      |
| Мирамар Мисьонес — Прогресо 4:2 |
| Пеньяроль — Уондерерс 1:1       |
| Ливерпуль — Сентраль 2:2        |

### Тур 6
| Насьональ — Мирамар Мисьонес 2:1 |
| Прогресо — Уондерерс 2:1         |
| Дефенсор — Пеньяроль 1:1         |
| Ливерпуль — Рампла Хуниорс 4:0   |
| Ривер Плейт — Сентраль 1:1       |

### Тур 7
| Ливерпуль — Дефенсор 2:1              |
| Ривер Плейт — Прогресо 5:1            |
| Мирамар Мисьонес — Рампла Хуниорс 1:1 |
| Пеньяроль — Ливерпуль 3:1             |
| Насьональ — Уондерерс 4:1             |

### Тур 8
| Ливерпуль — Прогресо 3:2           |
| Пеньяроль — Насьональ 1:1          |
| Дефенсор — Сентраль 5:2            |
| Уондерерс — Рампла Хуниорс 2:1     |
| Ривер Плейт — Мирамар Мисьонес 2:0 |

### Тур 9
| Рампла Хуниорс — Сентраль 0:0   |
| Пеньяроль — Ривер Плейт 4:1     |
| Сентраль — Уондерерс 1:0        |
| Насьональ — Прогресо 5:2        |
| Дефенсор — Мирамар Мисьонес 4:2 |

### Тур 10
| Насьональ — Дефенсор 4:2         |
| Мирамар Мисьонес — Ливерпуль 2:2 |
| Ривер Плейт — Уондерерс 2:0      |
| Пеньяроль — Сентраль 2:0         |
| Рампла Хуниорс — Прогресо 1:1    |

### Тур 11
| Пеньяроль — Мирамар Мисьонес 2:1 |
| Дефенсор — Уондерерс 2:1         |
| Ривер Плейт — Рампла Хуниорс 2:0 |
| Насьональ — Ливерпуль 2:0        |
| Сентраль — Прогресо 3:3          |

### Тур 12
| Сентраль — Мирамар Мисьонес 3:3 |
| Насьональ — Ривер Плейт 3:0     |
| Пеньяроль — Рампла Хуниорс 2:0  |
| Дефенсор — Прогресо 4:0         |
| Уондерерс — Ливерпуль 5:3       |

### Тур 13
| Пеньяроль — Прогресо 5:2         |
| Насьональ — Сентраль 4:2         |
| Ривер Плейт — Ливерпуль 1:0      |
| Мирамар Мисьонес — Уондерерс 1:1 |
| Дефенсор — Рампла Хуниорс 5:1    |

### Тур 14
| Насьональ — Рампла Хуниорс 5:1  |
| Ривер Плейт — Дефенсор 2:1      |
| Мирамар Мисьонес — Прогресо 1:0 |
| Пеньяроль — Уондерерс 6:1       |
| Сентраль — Ливерпуль 3:2        |

### Тур 15
| Насьональ — Мирамар Мисьонес 4:2 |
| Уондерерс — Прогресо 3:2         |
| Пеньяроль — Дефенсор 2:1         |
| Ливерпуль — Рампла Хуниорс 1:1   |
| Ривер Плейт — Сентраль 4:1       |

### Тур 16
| Дефенсор — Ливерпуль 3:1              |
| Прогресо — Ривер Плейт 2:1            |
| Рампла Хуниорс — Мирамар Мисьонес 6:0 |
| Пеньяроль — Ливерпуль 3:3             |
| Насьональ — Уондерерс 3:1             |

### Тур 17
| Прогресо — Ливерпуль 1:0           |
| Пеньяроль — Насьональ 4:3          |
| Дефенсор — Сентраль 2:1            |
| Рампла Хуниорс — Уондерерс 4:0     |
| Мирамар Мисьонес — Ривер Плейт 1:0 |

### Тур 18
| Рампла Хуниорс — Сентраль 2:1   |
| Ривер Плейт — Пеньяроль 1:0     |
| Уондерерс — Сентраль 4:3        |
| Насьональ — Прогресо 5:1        |
| Дефенсор — Мирамар Мисьонес 0:0 |

## Рекорды турнира
- Самая крупная победа: Пеньяроль — Мирамар Мисьонес 8:0 (2-й тур)